# Фльорентина (Великопольське воєводство)
Фльорентина (пол. Florentyna) — село в Польщі, у гміні Желязкув Каліського повіту Великопольського воєводства.
Населення — 452 особи (2011).
У 1975-1998 роках село належало до Каліського воєводства.

## Демографія
Демографічна структура станом на 31 березня 2011 року:
|          | Загалом | Допрацездатний вік | Працездатний вік | Постпрацездатний вік |
| -------- | ------- | ------------------ | ---------------- | -------------------- |
| Чоловіки | 228     | 52                 | 156              | 20                   |
| Жінки    | 224     | 51                 | 126              | 47                   |
| Разом    | 452     | 103                | 282              | 67                   |